# Johann Jakob Fugger
Johann Jakob Fugger, conosciuto anche come Hans Jakob Fugger (Augusta, 23 dicembre 1516 – Monaco di Baviera, 14 luglio 1575) è stato un banchiere e mecenate tedesco.

## Biografia

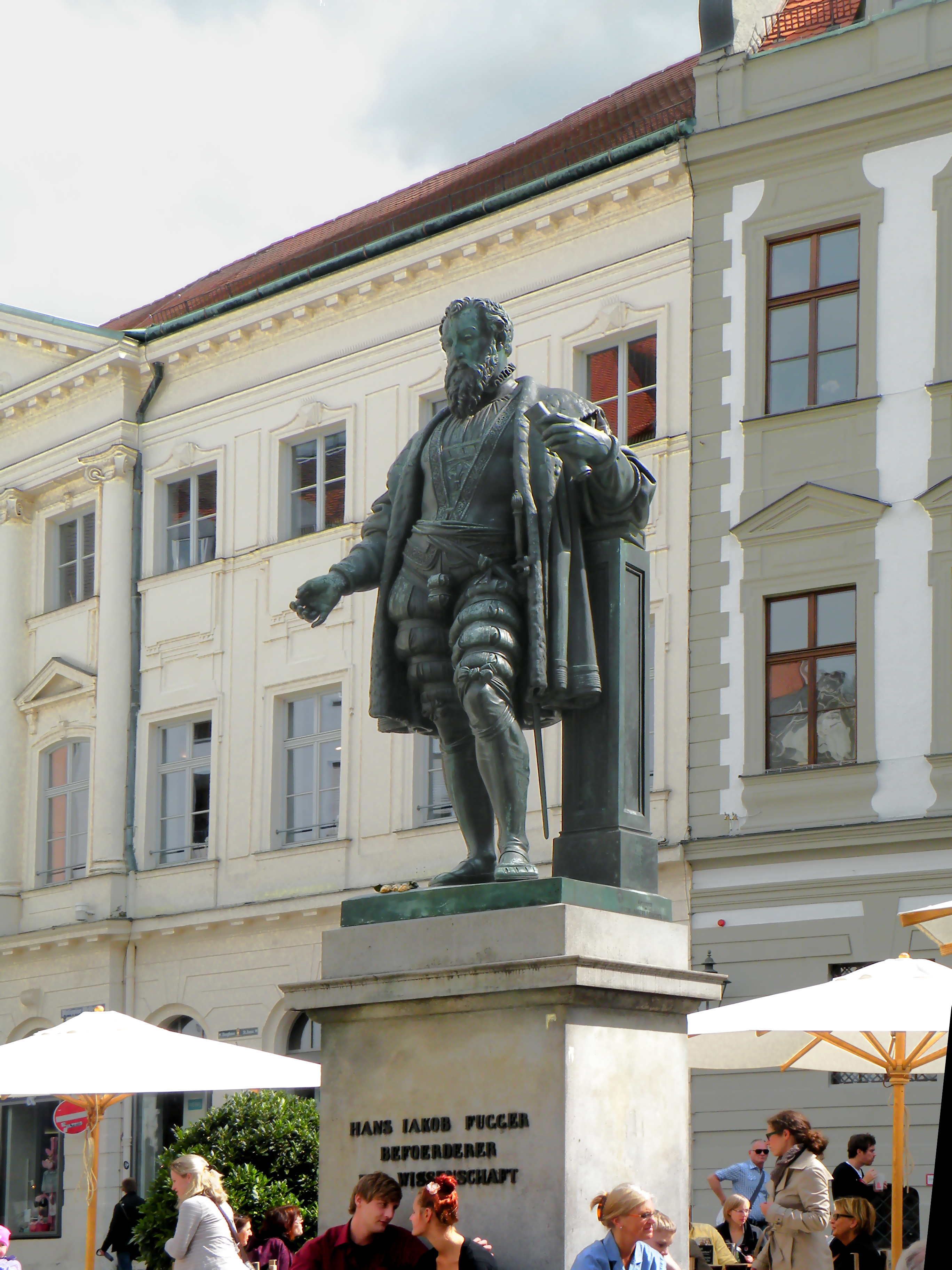
Monumento a Johann Jakob Fugger ad Augusta, eretto per volere di Ludovico I di Baviera

Figlio di Raymund Fugger e di sua moglie Katharina Thurzó (a sua volta figlia di János Thurzó, proprietario di una compagnia mineraria), Johann Jakob ereditò l'impresa di famiglia da suo zio paterno Anton Fugger nel 1560. Dimostrò negli anni di non avere la stessa fortuna negli affari dei suoi predecessori: prestò ingenti somme di denaro a Carlo V d'Asburgo, imperatore del Sacro Romano Impero, causando seri problemi finanziari alla propria famiglia quando la Spagna di Filippo II di Spagna dichiarò bancarotta. Johann Jakob fu costretto a vendere la sua intera collezione artistica (ad eccezione della sua libreria) per recuperare i milioni di fiorini di debiti contratti. Dopo questo fallimento, cedette a suo cugino Markus la gestione dell'impresa familiare. Nel 1565 entrò alla corte di Alberto V di Baviera e ne diventò successivamente presidente della sua camera privata.
Su consiglio di Tiziano Vecellio, Johann Jakob portò il pupillo dell'artista veneto Antonio Ponzano ad Augusta, affinché affrescasse il cortile interno della Fuggerhäuser, affiancandoli a quelli di Hans Burckmair il Giovane e Albrecht Altdorfer. Anche Jacopo Strada funese da suo "agente artistico" in Italia.
Johann Jakob ebbe una corrispondenza con il cardinale de Grandvelle, di cui una delle lettere venne inserita da Paul Pelisson nel suo Traité de la Tolérance des religions. Ebbe una vastissima libreria e tentò di convincere l'umanista Hieronymus Wolf a diventare il suo bibliotecario. Nel 1571 vendette la sua intera collezione ad Alberto V, che utilizzò l'ingente quantità di volumi per creare il primo nucleo della Bayerische Staatsbibliothek.

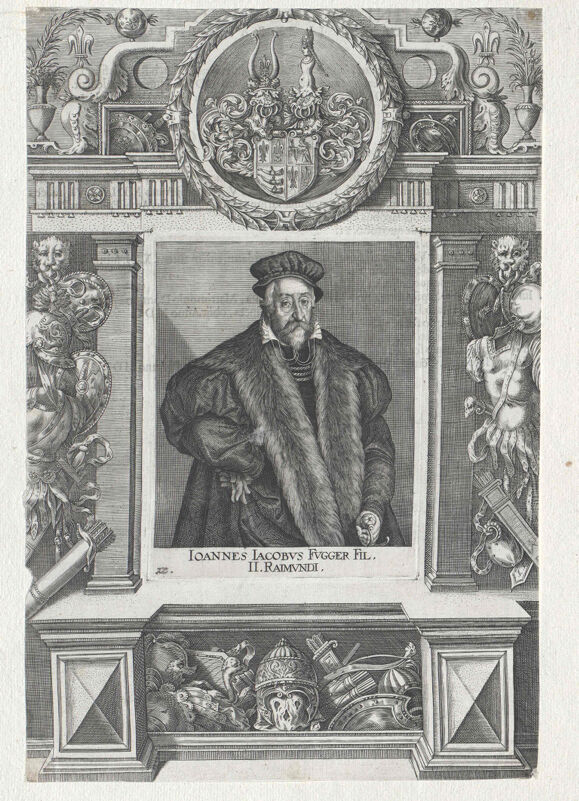
Ritratto a stampa di Johann Jakob Fugger, conservato presso la Biblioteca nazionale austriaca

Johann Jakob è ritenuto l'autore del libro in due volumi Wahrhaftigen Beschreibung des österreichischen und habsburgischen Rahmens, Herkommens, Geschlechte, Fortpflanzung, scritto in tedesco e con oltre 30.000 stemmi, ritratti e altre immagini relativi alla nobiltà austriaca ed asburgica. Alcune copie sono conservate nelle biblioteche di Vienna e Dresda.

## Matrimonio e figli
Johann Jakob sposò nel 1540 Ursula von Harrach (1522–1554), dalla quale ebbe i seguenti eredi:
- Eleonora (1541–1576), sposò nel 1558 Freiherr Sigmund von Lamberg (1536–1619)
- Sigmund (1542–1600)
- Karl (1543–1580), sposò Anna Starkh
- Alexander Secundus (1546–1612), prevosto della cattedrale di Frisinga
- Viktor August (1547–1586), canonico di Passavia
- Justina Benigna (1548–1600), sposò nel Friedrich von Holleneck († 1593)
- Maximilian (1550–1588), sposò nel 1547 Anna von Egkh
- Severin (1551–1601), sposò nel 1583 Katharina von Helfenstein (1563–1627)
- Ferdinand (1552–1580)

Si sposò in seconde nozze con Sidonia von Colaus or Wazler († 1572), dalla quale ebbe i seguenti figli:
- Adalberta (1560–1611), sposò nel Freiherr Christoph von Welsperg († 1634)
- Alexius (1562–1623), sposò nel 1593 Maria von Gumppenberg (1570–1613)
- Joachim (1563–1607), sposò nel 1590 Gräfin Magdalen von Helfenstein (1562–1622)
- Aemilia (1564–1611), sposò nel 1582 Freiherr Alexander von und zu Sprinzenstein († 1597)
- Albrecht (1565–1624), sposò nel 1600 Katharina von Gumppenberg (1581–1661)
- Alfons (1567–1569)
- Constantia (1568–1594), sposò nel 1592 Bernardino II von Herberstein (1566–1624)
- Konstantin (1569–1627), sposò nel 1597 Anna Maria Münich von Münchhausen
- Trajan (1571–1609), sposò nel 1596 Regina von Freyberg
- Matthias (1572–1603), sposò nel Anna Jakobäa von Köckritz († 1600)